# Lilium rhodopeum

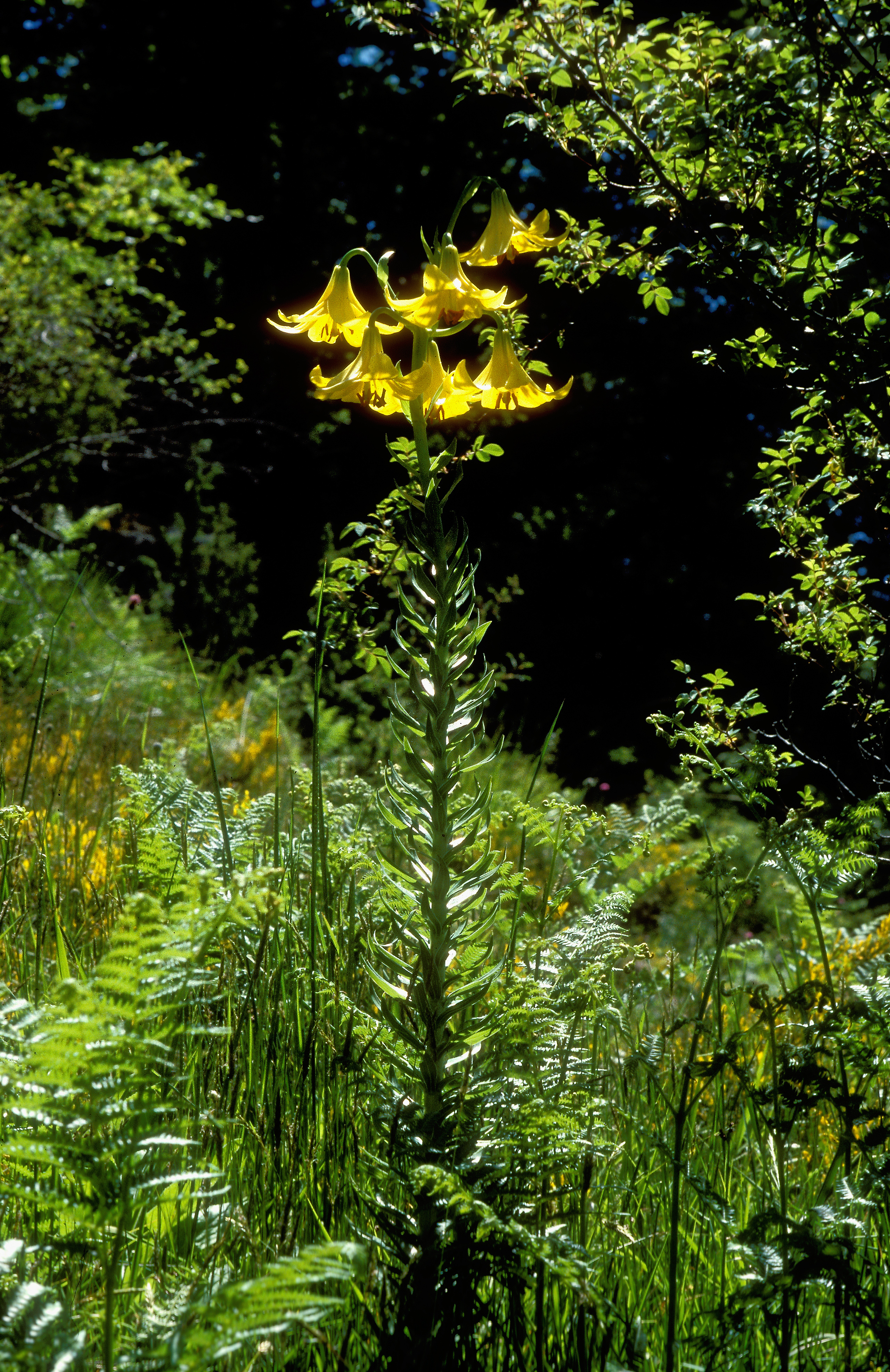
Lilium rhodopeum.

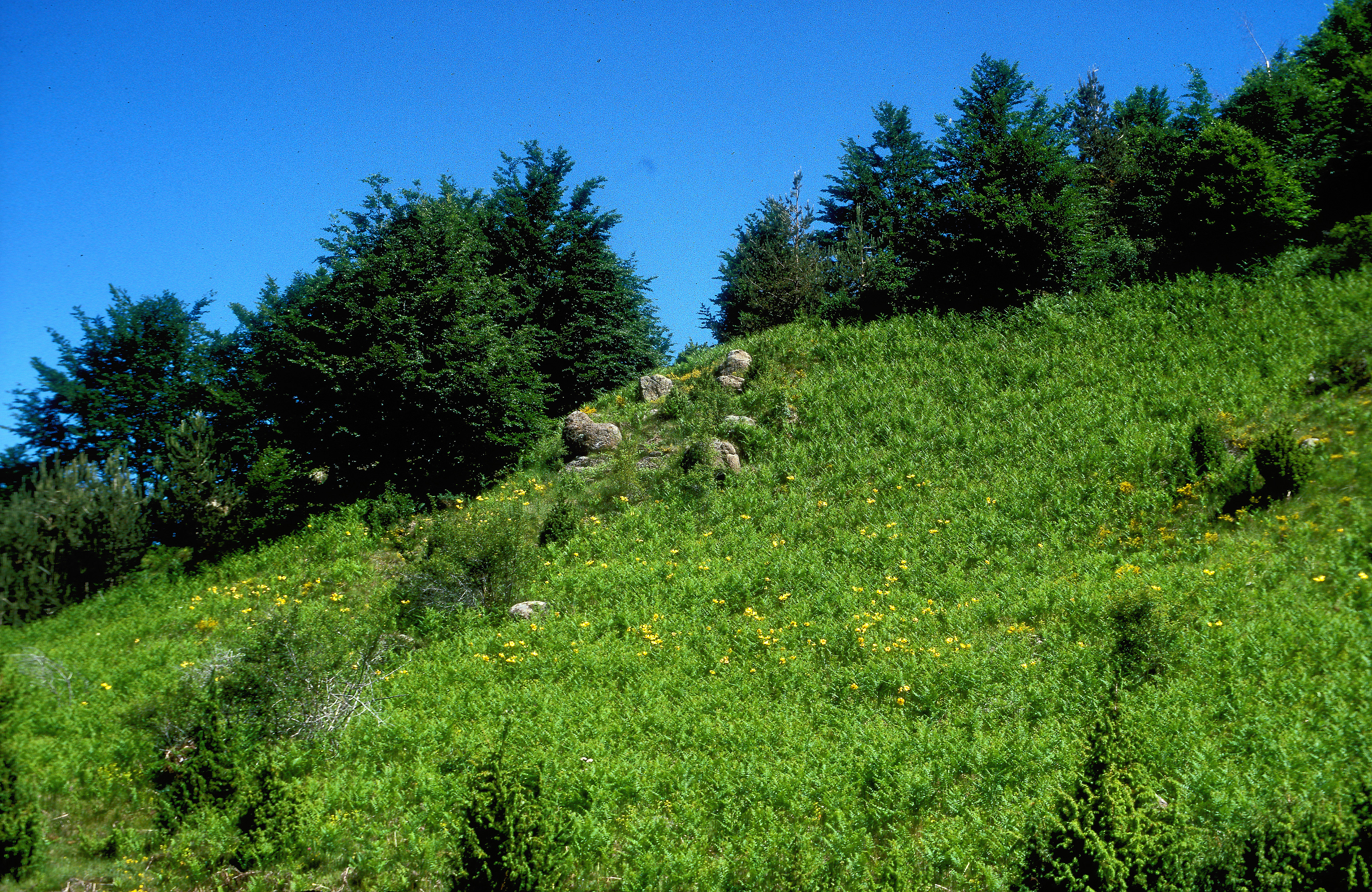
Lilium rhodopeum na natureza.

Lilium rhodopeum é uma espécie de planta com flor, pertencente à família Liliaceae.
A planta é nativa do Ródope, com ocorrências na Bulgária e Grécia. O lírio alcança a altura de 80–100 cm